# Pseudonaja
Genre
Pseudonaja est un genre de serpents de la famille des Elapidae.

## Répartition
Les neuf espèces de ce genre se rencontrent en Australie et en Nouvelle-Guinée.

## Description
Ces serpents venimeux sont considérés comme faisant partie des plus dangereux du monde. Même les jeunes spécimens peuvent injecter une dose de venin suffisante pour tuer un homme adulte en bonne santé.

## Liste des espèces
Selon The Reptile Database (24 avril 2014) :
- Pseudonaja affinis Günther, 1872
- Pseudonaja aspidorhyncha (Mccoy, 1879)
- Pseudonaja guttata (Parker, 1926)
- Pseudonaja inframacula (Waite, 1925)
- Pseudonaja ingrami (Boulenger, 1908)
- Pseudonaja mengdeni Wells & Wellington, 1985
- Pseudonaja modesta (Günther, 1872)
- Pseudonaja nuchalis Günther, 1858
- Pseudonaja textilis (Duméril, Bibron & Duméril, 1854)

## Publication originale
- Günther, 1858 : Catalogue of Colubrine Snakes in the Collection of the British Museum, London, p. 1-281 (texte intégral).